# 메타기술
메타기술(Metatechnology)이란 기존의 기술들을 통합하거나 이를 기반으로 새로운 기술적 접근 방식을 창출하는 기술을 의미한다. 이는 단일 기술이 아닌 여러 기술의 결합이나, 기술 간의 상호작용을 통해 새로운 가치를 창출하거나 문제를 해결하는 방식을 포함한다. 메타 기술은 기존 기술의 한계를 넘어서는 새로운 솔루션을 제공하며, 다양한 분야에서 혁신적인 발전을 가능하게 한다.
예를 들어, 메타버스는 가상현실(VR), 증강현실(AR), 인공지능(AI), 빅데이터, 5G 네트워크, 블록체인 등 다양한 기술들이 융합된 대표적인 메타 기술의 예이다. 이러한 기술들은 각각 독립적으로도 중요하지만, 메타버스라는 개념 안에서 서로 상호작용하며 가상 공간에서의 사회적 상호작용, 경제 활동, 엔터테인먼트 등을 가능하게 한다.
메타 기술은 이처럼 기존의 기술적 경계를 넘어서며, 새로운 기술적 패러다임을 창출하는 데 중요한 역할을 한다. 이는 기술 발전의 방향성을 제시하며, 미래 사회의 변화를 주도하는 핵심 요소로 작용할 수 있다.